# A Christmas Album
A Christmas Album – bożonarodzeniowy album Barbry Streisand, wydany w 1967 roku.
Płyta pokryła się pięciokrotną platyną w Stanach Zjednoczonych. Czyni ją to jedną z najpopularniejszych płyt artystki, a także jedną z najlepiej sprzedających się płyt bożonarodzeniowych w USA, z nakładem szacowanym na ponad 5,37 milionów egzemplarzy (stan na rok 2016).

## Lista utworów
Strona A
| 1. | „Jingle Bells?”                                           | 1:58  |
|    |                                                           |       |
| 2. | „Have Yourself a Merry Little Christmas”                  | 3:14  |
|    |                                                           |       |
| 3. | „The Christmas Song (Chestnuts Roasting on an Open Fire)” | 4:00  |
|    |                                                           |       |
| 4. | „White Christmas”                                         | 3:08  |
|    |                                                           |       |
| 5. | „My Favorite Things”                                      | 3:09  |
|    |                                                           |       |
| 6. | „The Best Gift”                                           | 3:11  |
|    |                                                           |       |
|    |                                                           | 18:40 |
|    |                                                           |       |
Strona B
| 1. | „Sleep in Heavenly Peace (Silent Night)” | 3:07  |
|    |                                          |       |
| 2. | „Gounod’s Ave Maria”                     | 3:26  |
|    |                                          |       |
| 3. | „O Little Town of Bethlehem”             | 2:58  |
|    |                                          |       |
| 4. | „I Wonder as I Wander”                   | 3:18  |
|    |                                          |       |
| 5. | „The Lord’s Prayer”                      | 2:43  |
|    |                                          |       |
|    |                                          | 15:32 |
|    |                                          |       |

## Notowania
| Kraj                              | Pozycja |
| --------------------------------- | ------- |
| Holandia (MegaCharts)             | 35      |
| Stany Zjednoczone (Billboard 200) | 108     |

## Certyfikaty
| Kraj                     | Certyfikat          |
| ------------------------ | ------------------- |
| Stany Zjednoczone (RIAA) | 5 × platynowa płyta |